# Nominalskala
Ein Merkmal skaliert nominal (v. lat. nomen „Name“), wenn seine möglichen Ausprägungen zwar unterschieden werden können, aber keine natürliche Rangfolge aufweisen. Ein nominal skalierendes Merkmal wird messbar gemacht durch eine Beschreibung von Kategorien, nach der jede Untersuchungseinheit (genau) einer Kategorie zugeordnet werden kann. Das Ergebnis einer solchen Operationalisierung heißt dann eine Nominalskala. Wegen des Fehlens der Ordnung ist dabei -skala (von lat. scalae „Leiter, Treppe“) eigentlich nicht angemessen und ist im Zusammenhang mit den anderen Skalenniveaus zu sehen.

## Formale Bedingungen
Die formalen Bedingungen einer Nominalskala sind:
1. Reflexivität
 Formal geschrieben: a = a. Wenn ich z. B. einen Apfel vor mir habe und ihn ein zweites Mal ansehe, sollte ich ihn als identisch erkennen.
2. Symmetrie
 Wenn a = b, dann ist b = a. Wenn ich eine Frucht a vor mir habe, sie jemandem beschreibe, der eine Frucht b vor sich hat, und er erkennt die Früchte als gleich, dann sollte das gleiche Ergebnis herauskommen, wenn die Früchte vertauscht sind.
3. Transitivität
 Wenn a = b und b = c, dann ist a = c. Ich halte einen Apfel in der Hand, sehe ein Bild von einem Apfel und erkenne sie als gleich. Dann nehme ich das Bild mit nach draußen und erkenne eine Frucht am Baum als gleich (b = c). Dann ist eine Kategorisierung, und damit eine Nominalskala, nur sinnvoll, wenn ich auch den Apfel in der Hand und den am Baum als gleich erkenne (a = c).
4. Homomorphie
 Die Beschreibung der Kategorien muss so sein, dass die dadurch definierte Abbildung strukturerhaltend (homomorph) ist, dass also gleiche Objekte des empirischen Relativs einer Kategorie zugeordnet werden und ungleiche Objekte verschiedenen Kategorien.

## Beispiele
Beispiele für nominalskalierte Merkmale:
- Kraftfahrzeugkennzeichen[1]
- Familienname: Müller, Schmidt, Schneider
- Geschlecht[1]: männlich, weiblich, divers
- Blutgruppe[1]
- Steuerklasse[1]
- Postleitzahlen[1] oder Geburtsort: Berlin, Hamburg, Heidenheim
- Nummern der Buslinien[1]
- Religionszugehörigkeit: buddhistisch, christlich, hinduistisch, jüdisch, muslimisch

## Mögliche Operationen und Transformationen
Die einzigen strukturerhaltenden Transformationen sind Umbenennungen, durch die also jeder Kategorie ein-eindeutig eine neue Kategorie zugeordnet wird. Auch wenn daher die Kategorien durch Zahlen kodiert werden können (man spricht dann von Nominalzahlen, Beispiel: Beruf 1, Beruf 2, …), sind mathematische Operationen mit diesen Codes, z. B. eine Division „Tischler/Bäcker“, nicht sinnvoll. Ebenso sind Größenvergleiche mittels nominal skalierter Merkmale nicht sinnvoll. Sinnvoll ist jedoch das Bestimmen von Auftrittshäufigkeiten der Kategorien in einer Menge von Untersuchungseinheiten, die dann Gegenstand der Statistik sind. Als Lageparameter einer solchen Häufigkeitsverteilung kann lediglich der häufigste Wert bestimmt werden, der sogenannte Modalwert.